# Lilian Jégou
Lilian Jégou (Nantes, 20 januari 1976) is een voormalig Frans wielrenner.

## Belangrijkste overwinningen
2001
- Mi-Août en Bretagne

2002
- Mi-Août en Bretagne

2006
- 2e etappe Ronde van Gabon

2007
- 3e etappe Tour du Limousin
- 4e etappe Ronde van Gabon

2008
- Eindklassement Ronde van Gabon

2010
- 3e etappe Circuito Montañés
- GP Cristal Energie

## Resultaten in voornaamste wedstrijden
| Jaar | Ronde van Italië | Ronde van Frankrijk | Ronde van Spanje |
| ---- | ---------------- | ------------------- | ---------------- |
| 2003 |                  | opgave              |                  |
| 2005 | 98e              |                     |                  |
| 2006 |                  |                     |                  |
| 2007 | 75e              | 97e                 |                  |
| 2008 | 85e              | opgave              |                  |
| 2010 |                  |                     |                  |

| Jaar | Gent-Wevelgem | Parijs-Tours |
| ---- | ------------- | ------------ |
| 2003 |               | 101e         |
| 2005 |               | 28e          |
| 2006 | 102e          |              |
| 2007 |               |              |
| 2008 |               |              |
| 2010 |               | 39e          |

## Ploegen
- 2002 - Crédit Agricole (Stagiair vanaf 01-09)
- 2003 - Crédit Agricole
- 2004 - Crédit Agricole
- 2005 - La Française des Jeux
- 2006 - La Française des Jeux
- 2007 - La Française des Jeux
- 2008 - La Française des Jeux
- 2009 - Bretagne-Schuller
- 2010 - Bretagne-Schuller